# تپه عالیه و والیه محمد حسن خان
تپه عالیه و والیه محمد حسن خان مربوط به هزاره اول قبل از میلاد است و در شهرستان کامیاران، بخش مرکزی، روستای محمد حسن خان واقع شده و این اثر در تاریخ ۱۰ دی ۱۳۸۱ با شمارهٔ ثبت ۶۹۰۴ به‌عنوان یکی از آثار ملی ایران به ثبت رسیده است.